# Fairey Gannet
Fairey Gannet je bilo turbopropelersko palubno letalo za protipodmorniško bojevanje, ki ga je razvil britanski Fairey Aviation Company kmalu po 2. svetovni vojni. Imel je srednje nameščeno kantilever krilo in uvlačljivo pristajalno podvozje tipa tricikel.  Turbopropelerski motor Armstrong Siddeley Double Mamba je poganjal dva 4-kraka kontrarotirajoča propelerja. Zgradili so tudi verzijo Gannet AEW, ki se je uporabljala za zgodnje opozarjanje.

## Specifikacije (Gannet AS.1)
Podatki iz British Naval Aircraft since 1912; Thetford 1978
Splošne karakteristike
- Posadka: 3
- Dolžina: 43ft (13m)
- Razpon kril: 54ft 4in (16,56m)
- Višina: 13ft 9in (4,19m)
- Površina kril: 483 ft² (45 m²)
- Teža praznega letala: 15069 lb (6835kg)
- Pogon letala: 1 ×  turboprop Armstrong Siddeley Double Mamba ASMD 1, 2950 KM (2200kW)
- Propelerji: Dva 4-kraka kontrarotirajoča propelerja

 Zmogljivost 
- Maks. hitrost: 310 mph (500 km/h)
- Višina leta: 25000 ft (7600 m)
- Čas leta: 5-6 ur

Oborožitev

Do 2000lb (900 kg) bomb, torpedov, globinskih bomb ali raket
Letalska elektronika

- Ekco ASV Mk. 19 radar